# 农业区位因素
农业区位是指农业生产活动所在的地理位置，以及农业与周围地理环境的相互关系。农业区位因素是指影响农业生产和布局的自然和社会经济因素。自然因素包括气候（光照、降水、热量）、地形和土壤、水源等；自然社会经济因素包括劳动力、市场、交通运输、科技、政策、历史等。
- 农业区位因素和农业地域类型 复习教案 （页面存档备份，存于）